# 蛍丸
蛍丸（ほたるまる）は、鎌倉時代に作られたとされる日本刀（大太刀）である。阿蘇神社に保管されたことから阿蘇の蛍丸とも呼ばれる。1931年に旧国宝に指定されたが、太平洋戦争終戦時の混乱により行方不明となっている。

## 概要

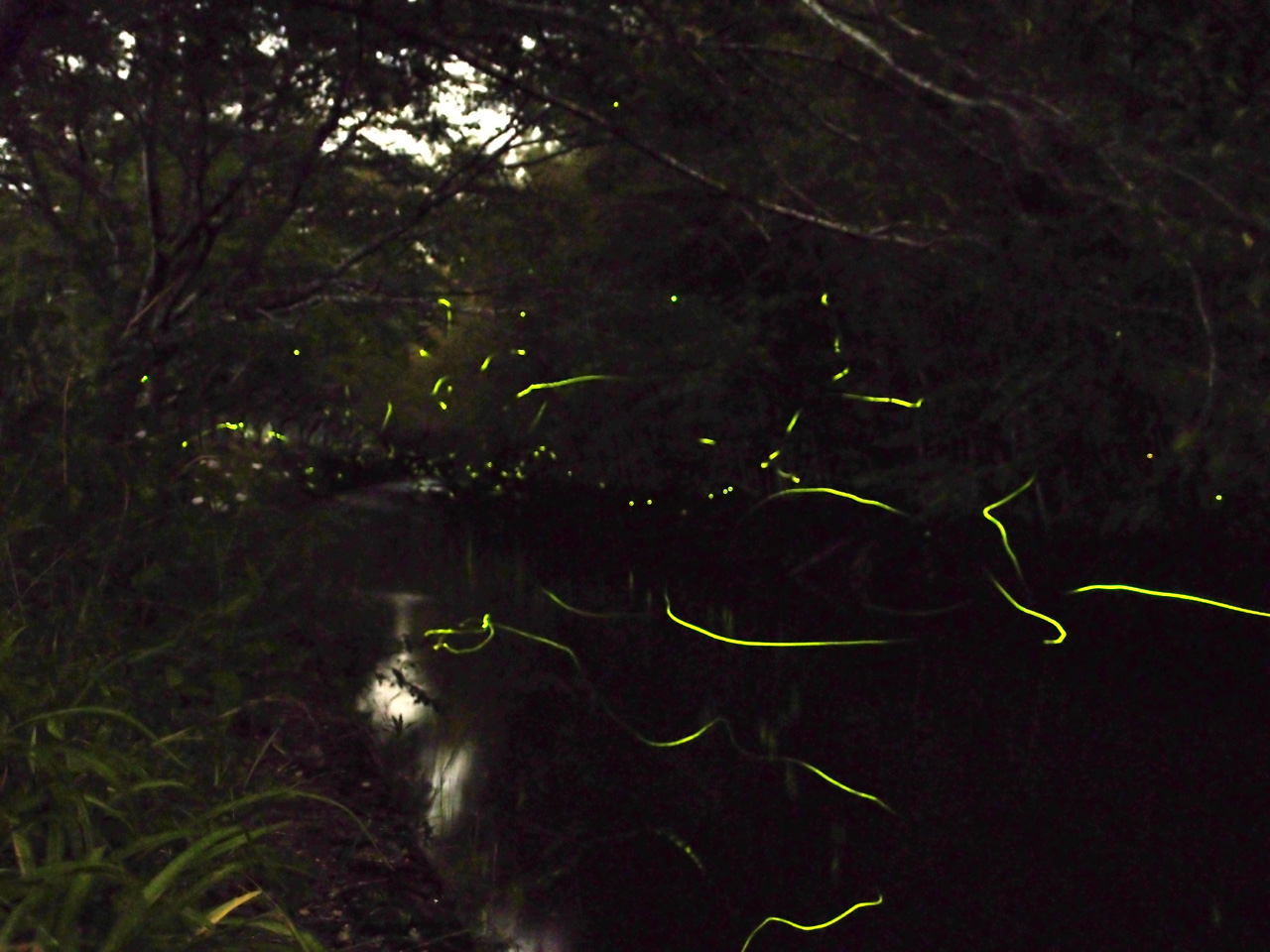
蛍が群がって飛ぶ様子

鎌倉時代後期、山城国来派の実質的な祖である刀工・国行の子とされる国俊によって作られた刀である。国俊作とされる刀には「国俊」と銘を切るもの（通称「二字国俊」）と「来国俊」と銘を切るものがあり、これら2つの銘の違いにより作風も異なることから両者は別人であるとする説が有力である。そのうち「来国俊」と来を冠して銘を切る方の刀工は通称「孫太郎」と呼ばれており、国行や二字国俊と比較して細身の穏やかな作が多く、匂口が沈むという特徴がある。刀剣鑑定家の柴田光男は本作を来国俊の最盛期の作品と評している。
蛍丸という号の由来は、元々南北朝時代の南朝側の武将・阿蘇惟澄が佩用したと伝承される。江戸時代の肥後熊本藩藩士であった松村昌直が記した『刀剣或問』（寛政9年（1797年））によれば、惟澄は、延元元年/建武3年3月2日（1336年4月13日）の多々良浜の戦いで、この太刀を振るい菊池武敏を助けて足利軍と戦い敗れたが、その夜、この激戦で刃こぼれした刀身に欠けた刃が飛び来たって、元の場所に納まり、ひとりでに修復された。その様子がまるで蛍の飛ぶようだったので「蛍丸」と名付けられたという。また異説としては、出所不明だが蛍が群がり刀を直した夢を惟澄が観て、目が覚めて刀を見てみると本当に刃こぼれが直っていた、という逸話もある。
惟澄以降の阿蘇一族は北朝方と南朝方に分かれて争うようになり、阿蘇一族における武力と領土のシンボルであった蛍丸をめぐる争奪戦もあったようである。実際に蛍丸を鑑定した松村によると、梵字の刻印がすり減って相次ぐ研磨で刀身もやせ細っており、切先（きっさき、刀の先端部分）には刃こぼれもあった。南北朝時代以降には刃渡り１メートル超の大太刀を所持するほどの大将クラスの武将が合戦の最前線に立つことは考えられないため、本作のやせ細った刀身から鑑みると一族内の抗争で使われていた可能性を示している。その後も阿蘇神社大宮司家として再興した阿蘇氏の家宝として伝えられる。元禄年間には肥後熊本藩3代藩主の細川綱利が本作を召し上げようとしたが、阿蘇家はこれを強く拒んだため仕方なく一時借り上げの形で佩刀にしたという逸話も残っている。1931年（昭和6年）12月14日、当時の国宝保存法に基づく旧国宝（文化財保護法における「重要文化財」に相当）に指定。指定時の所有者は男爵阿蘇惟孝となっている。
太平洋戦争中は地元の警察に預けられていたものの、終戦後は行方不明となっている。所在不明となった経緯について、一説にはGHQが戦後日本の非軍事化政策の一環として全国から日本刀を没収して廃棄する「刀狩り」を行った際に、蛍丸も接収され処分されたのではないかとされている。ただし、正式に廃棄されたとの記録もないため、その後の足取りについては「GHQのビーターセンと名乗る将校がアメリカへ持ち帰った」、「他の刀と共に熊本県の三角港に沈められた」、「進駐軍の倉庫から持ち出されて今も県内のどこかに隠されている」など、諸説あるがいずれにしても所在不明のままとなっている。なお、国の重要文化財としての指定は所在不明となった後も継続されている。編集者の土子民夫は雑誌の記事にて蛍丸は附の糸巻太刀拵と共に宮地警察署に提出後、行方が分からなくなったとされるも、アメリカに存在する噂を耳にすると述べている。
重要文化財としての指定名称は「太刀 銘来国俊 永仁五年三月一日」。太平洋戦争後刊行の指定文化財目録では「補遺」の部に収録され、「所有者が現在不所持の旨を表示したもの」に分類されており、所有者名義は阿蘇恒丸となっている。

## 作風

### 刀身
総長4尺5寸（約136.36センチメートル）、刀身が3尺3寸4分5厘（約100.35センチメートル）という大太刀で、江戸時代、松平定信により編纂された『集古十種』には、「肥後國阿蘇大宮司惟純螢丸太刀圖」として絵図が収録されている。これによれば「総長四尺五寸 幅一寸三歩」、切先が「幅七歩半 厚二分一厘」で、茎には目釘孔一つ、表に「来国俊」、裏に「永仁五年三月一日」の銘がある。三ツ頭から茎尻に渡って全体に樋（ひ）があり、表のはばき元には護摩箸の刀身彫刻が、裏にははばき元から切先方向に向けて「長六寸八歩」の素剣の刀身彫刻があることが記されている。この鍛冶造の鉄鎺は来国俊自身の作によるものであると柴田は評している。

## 復元
2015年になり、岐阜県関市周辺の職人により復元し阿蘇神社に奉納することを目的としたクラウドファンディングによる復元計画が始まり、締め切りまで80日以上を残した開始6日間で希望額の約6倍の3000万円以上を集めた。ゲーム『刀剣乱舞』によって蛍丸の存在を知った出資者が多かったとみられている。
蛍丸の復元は岐阜県関市の刀匠「房幸」と、大分県竹田市の刀匠「房興」が共同で行う。出資金の一部は、2016年4月に起きた平成28年熊本地震に際し、阿蘇神社への見舞金として寄付された。2017年6月17日に完成、復元計画の最高額出資者であった「刀剣乱舞」制作会社社長も阿蘇神社奉納式に出席した。この蛍丸の写しは3振り作刀され、真打1振りは阿蘇神社へ奉納、影打2振りはそれぞれ岐阜県関市の関鍛冶伝承館と最高額270万円の出資者に贈られた。